# Sciapus flavidus
Sciapus flavidus är en tvåvingeart som först beskrevs av Aldrich 1896.  Sciapus flavidus ingår i släktet Sciapus och familjen styltflugor. Inga underarter finns listade i Catalogue of Life.